# III Baruque
III Baruque ou Apocalipse Grego de Baruque é um texto pseudepígrafo judaico, de caráter apocalíptico, que acredita-se ter sido escrito entre os séculos I e III, provavelmente depois da destruição de Jerusalém pelo Império Romano em 70. É um dos livros apócrifos do Antigo Testamento e é geralmente atribuído ao escriba do profeta Jeremias, Baruque; não faz parte do cânone bíblico judaico e nem de nenhuma denominação cristã.
O texto sobreviveu apenas em alguns manuscritos gregos e eslavônicos. Não deve ser confundido com o Apocalipse Sírio de Baruque.

## História
Como II Baruque, III Baruque descreve o estado de Jerusalém depois do saque de Jerusalém por Nabucodonosor II em 587 a.C. e descreve como o judaísmo pode sobreviver sem o Templo. A discussão está estruturada como uma visão concedida a Baruque. Também de forma similar a II Baruque, o texto argumenta que o Templo foi preservado no céu e é apresentado como um edifício em pleno funcionamento através das mãos dos anjos; por isto, não haveria necessidade de reconstruir um templo na terra. III Baruque endereça a questão de por que Deus permite que pessoas boas sofram e responde com uma visão de uma vida após a morte na qual os pecadores e os justos recebem suas recompensas.
Durante a visão, Baruque aparece em "vários céus", onde testemunha a punição dos construtores da "torre da discórdia contra Deus" (talvez a Torre de Babel), uma serpente chamada Hades que bebe do mar e outras maravilhas do tipo até ser finalmente interrompido por um portão fechado no quinto céu, que apenas o arcanjo Miguel pode abrir.
Os construtores da "torre da discórdia" são descritos em termos que podem ser considerados como "demoníacos": com cabeça de boi, chifre de ovelha e pé de bode. Os que ordenaram a construção são punidos eternamente num céu separado onde reencarnam na forma de cães, ursos ou macacos. Baruque também testemunhou uma fênix, que o texto retrata como um enorme pássaro que protege a terra dos raios do sol.
É importante notar que as versões em eslavônico não contém o tom cristão do texto grego, o que sugere que este seja uma reforma de um texto pagão mais antigo por escritores cristãos.